# Julia Fellner
Julia Fellner (geborene Prammer; * 1980) ist eine österreichische Verbandsfunktionärin für die Gewerkschaftsfraktion Alternative, Grüne und Unabhängige Gewerkschafter*innen (AUGE/UG) in Salzburg.

## Leben
Julia Fellner ist die Tochter der Präsidentin des Österreichischen Nationalrates Barbara Prammer. Sie war zweite Vorsitzende der ÖH-Salzburg, Liste Grüne & Alternative StudentInnen (GRAS), und war Bezirkssprecherin für Die Grünen Salzburg.
Bei der Arbeiterkammer-Wahl in Salzburg trat sie 2024 für die Liste 4 AUGE/UG an zweiter Stelle an. Julia Fellner engagiert sich insbesondere für frauen- und sozialpolitische Themen und ist als Projekt- und Kommunikationsmanagerin tätig.